# Eskiyapar, Alaca
Eskiyapar là một xã thuộc huyện Alaca, tỉnh Çorum, Thổ Nhĩ Kỳ. Dân số thời điểm năm 2010 là 242 người.